# Hans Dammeyer
Hans Dammeyer (født 1962) er en dansk musiker og komponist. 
Dammeyer er Cand.phil. i musik fra Aarhus Universitet og var fra 1988-2005 ansat på Silkeborg Højskole som lærer i bl.a. kor, big band og sangskrivning.
Fra 2006 ansat som rytmisk kirkemusiker og organist ved Abildgård Kirke i Frederikshavn og fra 2010 ansat som organist ved Skjoldhøj Kirke ved Aarhus.
Han var medredaktør af Højskolesangbogens 18.udgave og  har i den forbindelse turneret som foredragsholder. Derudover virker han som komponist og har bl.a. skrevet melodi til flere moderne salmer, herunder "Du kom til vor runde jord", der er optaget i Den Danske Salmebog. Han er kapelmester i Knirkerevyen og har stået for ledelsen af sangdage og korstævner rundt i landet for bl.a. Folkekirkens Ungdomskor, Forum For Rytme i Kirken og Folkeskolen.
 Der er for få eller ingen kildehenvisninger i denne artikel, hvilket er et problem. Du kan hjælpe ved at angive troværdige kilder til de påstande, som fremføres i artiklen.